# Oh What a Night (album)
| Recensione | Giudizio |
| ---------- | -------- |
| AllMusic   | [ 1 ]    |

Oh What a Night è un album discografico a nome di Marc Savoy, pubblicato dalla casa discografica Arhoolie Records nel 1981.

## Tracce
Lato A
Brani tradizionali, arrangiamenti di Marc Savoy
1. Reno Waltz – 3:40
2. La pointe aux picques – 3:20
3. Lacassine Special – 3:25
4. La valse a Pop – 3:45
5. Au Natchitoches – 3:10
6. La talle de ronces – 4:20

Lato B
Brani tradizionali, arrangiamenti di Marc Savoy
1. La valse de Cherokees – 3:35
2. La queue de tortue – 3:10
3. Le rève des soulards – 3:15
4. Traveler Playboy's Special – 2:55
5. J'ai fait mon idee – 3:25
6. The Mardi Gras Song – 3:30

## Musicisti
Reno Waltz
- Marc Savoy - accordion, voce
- Ann Savoy - chitarra, voce
- Mike Doucet - fiddle

La pointe aux picques
- Marc Savoy - accordion
- Karen England - fiddle
- Mike Bristow - chitarra

Lacassine Special
- Marc Savoy - accordion
- Ann Savoy - chitarra, voce
- Jeanie McLerie - chitarra, voce
- Mike Doucet - fiddle

La valse a Pop
- Marc Savoy - accordion
- AnnSavoy - chitarra
- Mike Doucet - fiddle

Au Natchitoches
- Marc Savoy - accordion
- Ann Savoy - voce
- Jeanie McLerie - chitarra, voce

La talle de ronces
- Marc Savoy - accordion
- Frank Savoy - voce
- Ann Savoy - chitarra
- Mike Doucet - fiddle

La valse de Cherokees / La queue de tortue / Le rève des soulards / Traveler Playboy's Special / J'ai fait mon idée / The Mardi Gras Song
- Marc Savoy - accordion
- Frank Savoy - voce (brani: La valse de Cherokees / Le rève des soulards / J'ai fait mon idée)
- Mike Doucet - voce (brano: The Mardi Gras Song)
- Doc Guidry - fiddle
- Rodney Miller - chitarra steel
- Mike Bristow - chitarra ritmica
- Raymond Cornier - basso
- Austin Broussard - batteria

Note aggiuntive
- Chris Strachwitz e Marc Savoy - produttori
- Lato A: registrato nell'aprile del 1980 presso la casa o il negozio di Marc Savoy ad Eunice, Louisiana
- Chris Strachwitz - ingegnere delle registrazioni (brani lato A)
- Lato B: registrato il 7 maggio 1980 al Master Track Sound Studios di Crowley, Louisiana
- Mike Miller - ingegnere delle registrazioni (lato B) e del mixaggio
- Chris Strachwitz - fotografia copertina album
- Wayne Pope - design album[2]